# Grünewalde (Lauchhammer)
Grünewalde (niedersorbisch Zeleny Gózd) ist ein Ortsteil der Stadt Lauchhammer im südbrandenburgischen Landkreis Oberspreewald-Lausitz. Er befindet sich etwa 3 Kilometer nordwestlich des Stadtzentrums an der Landesstraße 63 im Naturpark Niederlausitzer Heidelandschaft.

## Geschichte

Grünewalde auf einer geschichtlichen Karte des Kreises Liebenwerda (1910).

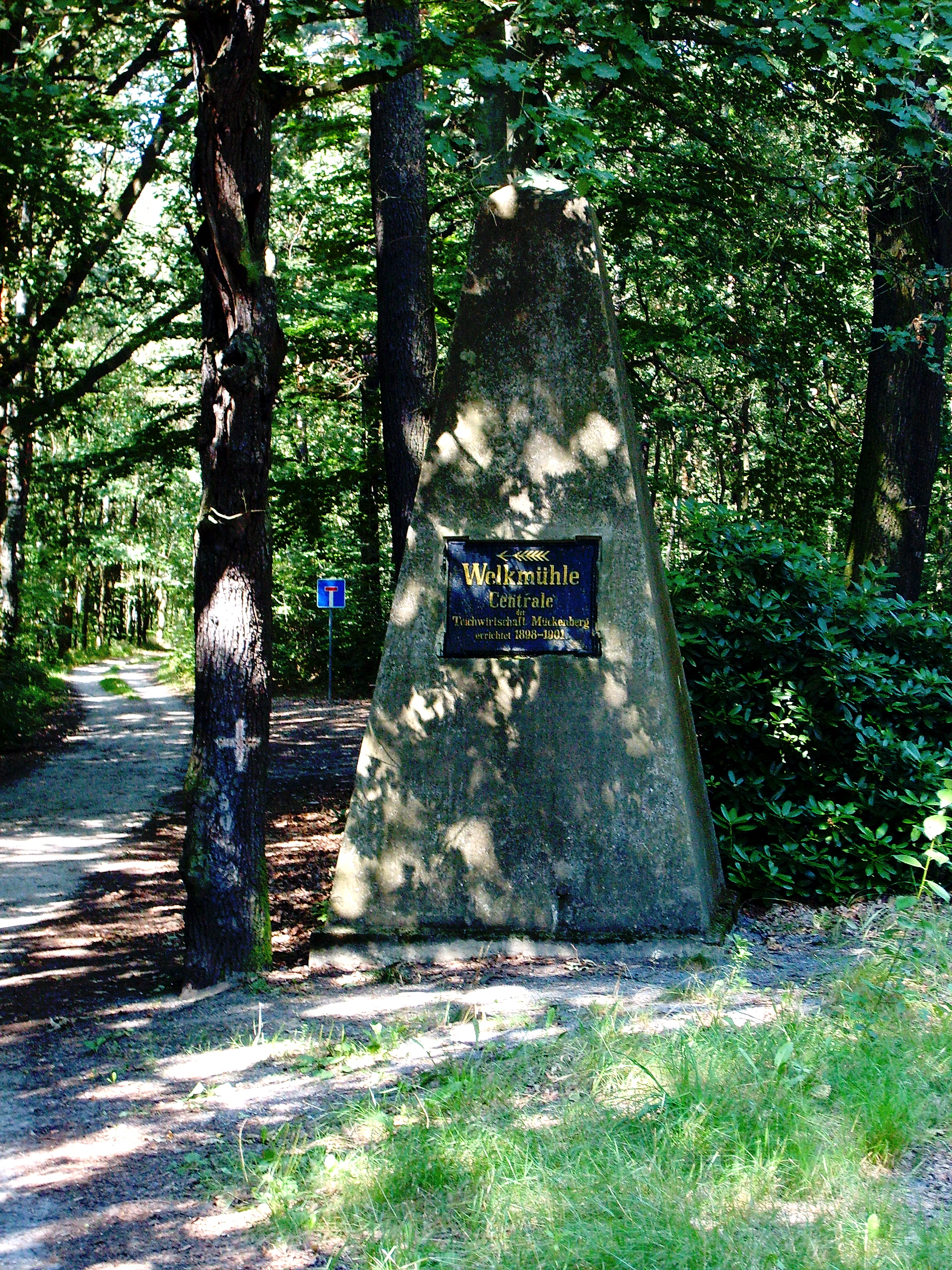
Welkmühlengedenkstein

Grünewalde wurde erstmals 1418 in einer Lehnsurkunde des Markgrafen von Meißen und späteren Kurfürsten von Sachsen, Friedrich IV. als „Grunenwald“ erwähnt. Der Ortsname ist vermutlich als „zu dem grünen Wald“ oder „am grünen Wald“ zu deuten. Spätere Versionen des Ortsnamens sind Grunewalt (1497), Grunewalde (1540), Grünewalda (1676) und schließlich Grünewalde (1791). Als dialektale sorbische Ortsnamensform wurde Seln Drewo verwendet, vgl. niedersorbisch zelene drjewo, „grünes Holz“.
Der ursprünglich als Angerdorf angelegte Ort war einst von zahlreichen Seen und Teichen umgeben. Die Bewohner Grünewaldes betrieben regen Fischfang und die Fischer waren in einer Kompanie der Fisch- und Aalhändler zusammengeschlossen. Fische und Krebse wurden so unter anderem bis an den kursächsischen Hof im etwa 60 Kilometer südlich gelegenen Dresden geliefert. Noch 1898 ließ der Mückenberger Gutsbesitzer, Rittmeister von Wentzky und Petersheyde nahe dem Ort zusätzliche Fischteiche anlegen und die „Welkmühle“ wurde zur Fischereiverwaltung.
Der Ort war einst der auf Mückenberg sitzenden Gräfin Benedicta Margareta von Löwendal untertänig und so begann in Grünewalde bereits am Anfang des 18. Jahrhunderts die Industrialisierung. Grund war eine 1729 errichtete Stabhütte, eine Zweigstelle des Hochofenbetriebes in Lauchhammer. Unter Ausnutzung der hier reichlich vorhandenen Wasserkraft wurden in Grünewalde drei Schwanzhämmer betrieben, um unter anderem Zaineisen, Reifeisen und Pflüge herzustellen.
Als am Anfang des 19. Jahrhunderts im Mückenberger Gebiet Braunkohle entdeckt wurde, gewann der Braunkohlenbergbau an Bedeutung. Der fortschreitende Bergbau entzog dem Gebiet um Grünewalde das Wasser und die Teichwirtschaft musste schließlich aufgegeben werden. In der näheren Umgebung des Ortes wurden Tagebaue erschlossen, die die Landschaft wesentlich verändern sollten. So wurden die nördlich gelegenen Tagebaue „Koyne“ von 1921 bis 1954 und „Grünewalde“ von 1950 bis 1982 sowie der westlich gelegene Tagebau „Plessa-Lauch“, aus dem schließlich das Erholungsgebiet Grünewalder Lauch hervorging, von 1956 bis 1966 betrieben. Durch den Tagebau Koyne wurde der bei Grünewalde liegende Ort Neusorge devastiert.
Am 6. Dezember 1993 wurde Grünewalde in die Stadt Lauchhammer eingemeindet.
In den Jahren 1999, 2005 und 2012 wurde Grünewalde vom „Naturpark Niederlausitzer Heidelandschaft“ als „Naturparkgemeinde des Jahres“ ausgezeichnet und darf den Titel „Ausgezeichnete Naturparkgemeinde“ damit dauerhaft tragen.
Zur 600-Jahr-Feier am 11.–13. Mai 2018 war Grünewalde festlich geschmückt. Auf der Festwiese waren eine Bühne und ein großes Festzelt aufgebaut. Viele Gebäude waren bereits vorher mit historischen Erläuterungen versehen worden und einige waren zur Besichtigung geöffnet. Höhepunkt war am 12. Mai ein Festzug mit 55 Bildern aus der Ortsgeschichte.

### Einwohnerentwicklung
| 1875 | 635  |  | 1946 | 2632 |  | 1989 | 1486 |
| 1890 | 822  |  | 1950 | 2436 |  | 1990 | 1476 |
| 1910 | 459  |  | 1964 | 1972 |  | 1991 | 1438 |
| 1925 | 1663 |  | 1971 | 1896 |  | 1992 | 1432 |
| 1933 | 1925 |  | 1981 | 1653 |  | 2007 | 1554 |
| 1939 | 2006 |  | 1985 | 1558 |  | 2010 | 1420 |

## Kultur und Sehenswürdigkeiten

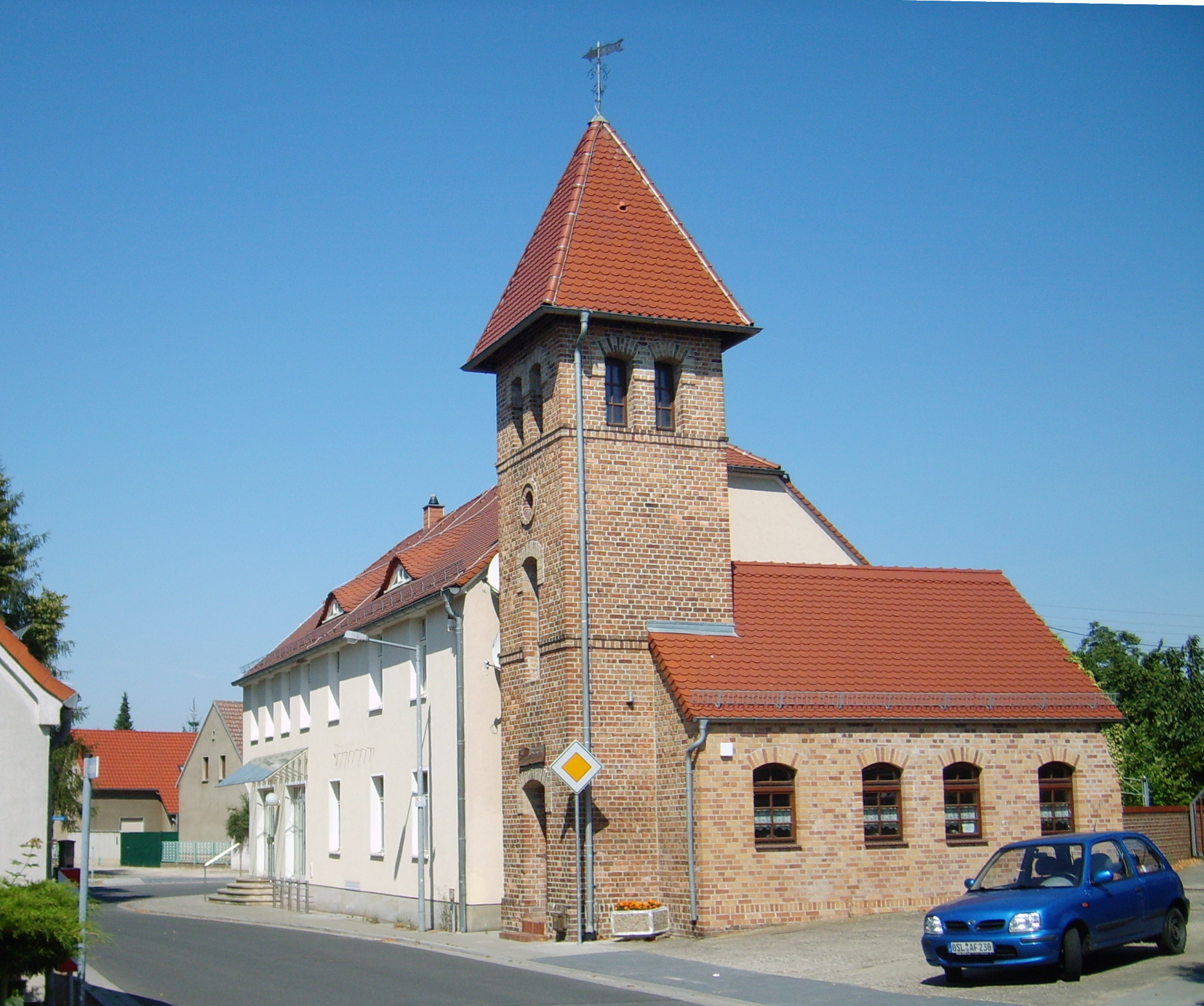
Glockenturm mit Heimatstube

Westlich des Ortes liegt das Erholungsgebiet Grünewalder Lauch. Hier befindet sich ein etwa einhundert Hektar großer Badesee, welcher durch die Flutung des ehemaligen Tagebaus „Plessa-Lauch“ entstand. Am See befinden sich ein Campingplatz mit über zweihundert Stellplätzen, Gaststätten und ein Bootsverleih.
In der evangelischen Kirche befinden sich 2 Gedenktafeln für die 1914–1918 gefallenen Grünewalder.
Die „Grünewalder Heimatstube“ befindet sich seit 1997 in einem um 1890 errichten Gebäude, welches einst als Kapelle gedacht war.
Im Vierseithof der alten Grünewalder Dorfmühle befindet sich seit 1996 das „Mühlenhofmuseum“, wo vom örtlichen Heimatverein ländliches Leben und kulturelles Erbe gepflegt wird. Neben thematischen Ausstellungen, restaurierter Landwirtschaftstechnik und bäuerlichem Hausrat geben eine Backstube, eine Spintestube, eine Dorfschmiede mit Landschlosserei, eine Tischlerei und ein Kräutergarten Einblick in die einstigen Arbeits- und Lebensbedingungen der früheren bäuerlichen Bevölkerung der Umgebung des Ortes.
Das „Denkmal der Fischerei“, der Gedenkstein für die ehemalige Welkmühle, ist ein Baudenkmal in Lauchhammer.
In der Bergbaufolgelandschaft des einstigen Tagebaus „Koyne“ ist der „Biohof Grünewalde“ zu finden, wo seltene und vom Aussterben bedrohte Haustierrassen gezüchtet werden.
Außerdem ist in Grünewalde ein 600 Meter langer Natur- und Geologielehrpfad zu finden, welcher im Jahr 2000 durch einen Gesteinslehrpfad mit Findlingen aus den ehemaligen Tagebauen der Umgebung erweitert wurde.
In Grünewalde sind 6 Stieleichen und eine Winterlinde als Naturdenkmale geschützt (Nr. 0207-1 bis 0207-7).

### Regelmäßige Veranstaltungen
Auf dem Mühlenhof findet im Sommer jährlich das Sommersingen regionaler Chöre statt, zu dem sich auf Einladung des Heimatvereins Grünewalde und der Vereinigten Männerchöre Lauchhammer / Grünewalde / Ruhland Chöre aus der Region treffen.
Das jährliche Erntefest (2024 zum 30. Mal) startet in der Nähe des Mühlenhofs mit einem Festumzug und klingt auf dem Hof aus.